# Le Trèfle à cinq feuilles
Pour plus de détails, voir Fiche technique et Distribution.
Le Trèfle à cinq feuilles est un film français réalisé par Edmond Freess et sorti en 1972.

## Synopsis
Alfred, fantaisiste médecin de campagne, ne parvient plus à subvenir aux besoins de sa famille et de ses deux amis, des originaux comme lui...

## Fiche technique
- Titre : Le Trèfle à cinq feuilles
- Réalisateur : Edmond Freess
- Scénariste : Pierre Fabre et Edmond Freess
- Producteur : François de Lannurien
- Musique du film : Hubert Rostaing et Georges Moustaki
- Photographie : Raoul Coutard, Georges Liron
- Son : Harald Maury, Michel Desrois
- Montage : Raymonde Guyot, Nicole Allouche, Aline Asséo, Claire Geniewski
- Création des décors : Gérard Bougeant, Charlie Freess, Guy Littaye
- Création des costumes : Eliane Fourastié
- Conseiller équestre : Francis Colombeau
- Société de production : Productions FDI
- Pays d'origine :  France
- Genre : comédie
- Durée : 90 minutes
- Date de sortie :
  - France - 23 août 1972

## Distribution
- Philippe Noiret : Alfred
- Liselotte Pulver : Daisy
- Maurice Biraud : Georges-André Constant
- Jean Carmet : Lord Picratt
- Micha Bayard : Germaine Constant
- Monique Chaumette : Marie-Berthe
- Jean-Roger Caussimon : Vampirus
- Paul Préboist : Léon Constant
- Barbara Cederlung : Isabelle
- Ginette Leclerc : l'épicière
- Pierre Fabre : Ferdinand
- Bernard Lajarrige : le notaire